# Revolución estructural
Una revolución estructural (o cambio estructural) tiene mucho que ver con una de la acepciones más conocidas del término revolución, cual trata de cualquier cambio o transformación social importante. Pero la revolución estructural es el éxito del proceso revolucionario en sí, lo que permite sentar bases sólidas como movimiento social, política de Estado o lineamiento societal. La fusión de los términos revolución y estructura se debe principalmente al estudio del ordenamiento social y cómo sus miembros interactúan entre sí. Karl Marx sacó el término estructura de la anatomía y lo llevó al estudio social. Para Marx, el término tenía que ver con organizaciones estáticas o relativamente estables tales como el orden social, la ideología y las teorías político-económicas sobre el valor y la mercancía, heredadas del pensamiento liberal. 
Una vez que el influjo spenceriano del darwinismo social (relacionar todo lo social a lo biológico, como orden establecido) el término logra nuevas definiciones a través de Talcott Parsons, sociólogo estadounidense de orientación positivista que creó las bases de la teoría de sistemas sociales; estudio fundamental para entender la sociedad actual. El cambio estructural de un sistema socioeconómico se correspondería con; o un modelo de desarrollo radicalmente opuesto al precesor o el cambio en el uso de tecnologías (técnica) aplicada al modelo económico usado. Según la teoría de la economía social, no puede haber desarrollo si ambos puntos no van de la mano. A la par con esto, el éxito de una revolución estructural está en correspondencia con la expectativa de la población. 
- A mayor cumplimiento de la expectativa, mayor adhesión al cambio.
- A menor cumplimiento de la expectativa, mayor proteccionismo y/o conservadurismo social.

Esto explica por qué países que han fracasado en la inserción al libre mercado, tienden a añorar políticas proteccionistas que fueron base de la economía del siglo XX. Al revés, en países donde sí se cumplen las expectativas de crecimiento, la población mantiene la adhesión al cambio, incluso si existe mala distribución del ingreso, inmovilismo social o nuevos problemas sociales. En ese caso, el descontento se dirigiría a las causas específicas y no a la estructura.
Algunas revoluciones estructurales históricas han sido:
- Revolución rusa.
- Revolución francesa.
- Guerra de la Secesión, Estados Unidos.
- Revolución mexicana.
- Posfranquismo.
- República Popular China
- Restauración Japonesa (siglo XX)
- Dictadura militar de Augusto Pinochet